# آمریکا کیست؟
چه کسی آمریکا است؟ (به انگلیسی: Who Is America?) سریال تلویزیونی طنز سیاسی آمریکایی است که توسط ساشا بارون کوهن ساخته شده‌است که در تاریخ ۱۵ ژوئیه ۲۰۱۸ در شوتایم پخش شد. بارون کوهن همچنین در مجموعه به عنوان تهیه‌کننده اجراییشو در شخصیت‌های مختلفی در کنار آنتونی هینز، تد شوالمن، اندرو نیومن، دن مازر و آدام لوئیت به ایفای نقش می‌پردازد.

## پیش‌فرض
چه کسی آمریکا است؟ در جستجوی «افراد متنوع، بدنام تا ناشناس، از طیف‌های سیاسی و فرهنگی مختلف و کسانی که ملت منحصر به فرد ما را تشکیل می‌دهند است».

## بازیگران و شخصیت‌ها
ساشا بارون کوهن شخصیت‌های مختلفی را به تصویر می‌کشد.